# Slovenská Televízia (STV)
A Slovenská televízia (röv: STV) (magyarul: Szlovák Televízió vagy SzTV) a szlovák állami közszolgálati televízió. A Szlovák Nemzeti Tanács törvénye alapján 1991. július 1-jén jött létre. Formálisan 1993. január 1-jén indult, az eredeti Csehszlovák Televízió (Československá televízia) szlovák és Cseh Televízióra (Česká Televize, ČT) osztásával. Két csatornán sugároz, ezek: Jednotka (Egyes) és Dvojka (Kettes), amelyeknek azelőtt STV 1 és STV 2 volt az elnevezésük. 2008. augusztus 6-án indult a Trojka (Hármas) sportcsatorna, amely 2011. június 30-án szűnt meg. 2011-ben beolvadt a Szlovák Rádió és Televízióba (RTVS).

## Története

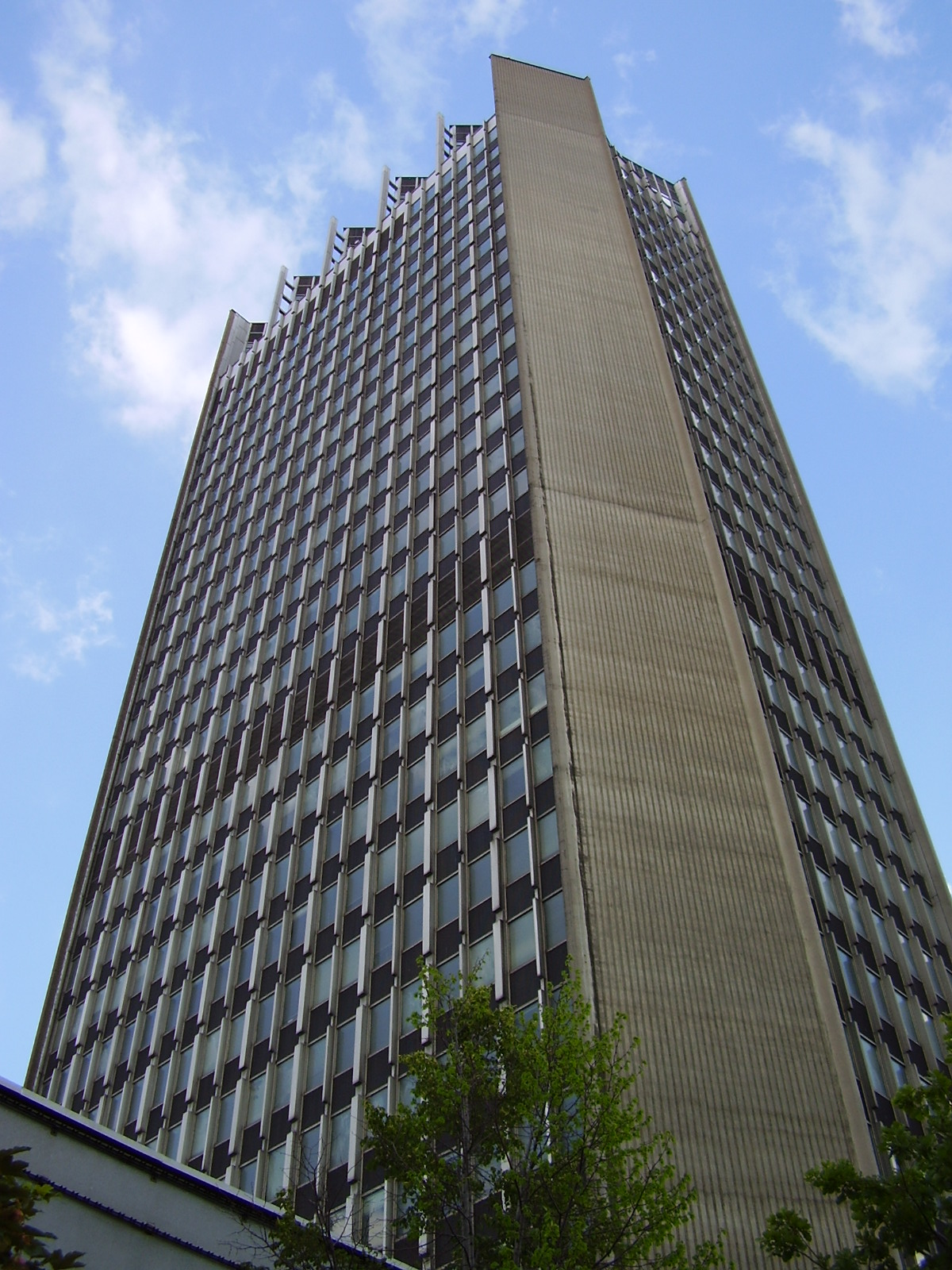
Az STV épülete Pozsony Malomvölgy (Mlynská dolina) nevű városrészben

### Kezdetek
A pozsonyi tévéstúdióból 1956. november 3-ától kezdték a rendszeres műsorszórást. A televízió munkatársainak abban az időben háromkamerás közvetítőkocsijuk volt, később átépítették miniatűr stúdióvá, volt még két kamerájuk és filmmásolójuk. Az első tévéadás fő műsora a pozsonyi PKO (Kommunista Párt) ünnepségének közvetítése volt. Az első műsor rendezője J. Mazanec, közvetítő J. Rehák, bemondónője Hilda Michalíková. A vezető operatőr E. Rožňovec volt. Az első adás időpontjában legfeljebb 500 tévékészülék létezett Szlovákiában. Először hetente kétszer sugároztak, szerdán és szombaton, 1957. november 3-ától pedig hétfő kivételével minden nap. A televíziózás fejlődésének kezdeti időszakában a tévéseknek ideológiai problémákkal is meg kellett küzdeniük. Megkövetelték tőlük, hogy helyezzék előtérbe a szocializmus sikeréről és az ideális szocialista állampolgárról szóló politikai tartalmakat. 1968 körül tapasztalható volt némi kulturális és művészeti felszabadulás. Lehetővé vált nyugati szerzők műveiből készült adaptációk forgatása, bár némileg meg volt kötve a kezük, ám a tévén még így is terjeszthette a Prágai tavasz eszméit. A Varsói Szerződés (VSZ) seregének bukása után a helyzet drámaivá vált, elfoglalták a tévéstúdiókat és megszakították az adásokat. Ismét keményen cenzúráztak mindent. A VSZ katonáinak bevonulása után a televíziót nyugatbarátnak és antikommunistának bélyegezték, emiatt sok dolgozóját elbocsátották. A nyugati szerzők műveit elítélték, az ideológusok a politikai jelentőséggel bíró történelmi események színészileg sikertelen, érdektelen megfilmesítését részesítették előnyben.

### Az1989-es forradalom után
A bársonyos forradalom idején megszilárdult a televízió információ-közvetítői szerepe. 1989. november 22-től a Csehszlovák Televízió egyenes adásban közvetített a prágai Vencel térről, valamint különféle vitaműsorokat sugárzott az éppen születőben levő demokratikus törekvésekkel kapcsolatban. Cenzúrázatlan állásfoglalások és kommentárok kerültek képernyőre, melyek hozzájárultak a totalitárius rezsim bukásához, mert tárgyilagosan és gyorsan tájékoztatták a nyilvánosságot. 1990. szeptember 4-től a ČST koncepciójában változás következett be. Az addigi 1. csatorna F 1 jelzéssel föderális lett, a 2. csatornát pedig két külön adáskörzetre osztották fel: a ČTV a cseheknek szólt, az S 1 pedig Szlovákiának. 1993. január 1-jén kezdett a Szlovák televízió két csatornán sugározni egész Szlovákia területén. Addig a Csehszlovák televízió két csatornáján mintegy egy a háromhoz arányban folyt az adás. Az összetett társadalmi és politikai átalakulás ennek az intézménynek a működésére is hatott. A Szlovák televízió működésének 12 éve alatt 13 vezetőség váltotta egymást. A termékmennyiség több, mint százszázalékos növekedése mellé társult a materiális, technológiai és energiai javak árának jelentős emelkedése, így emelkedett a Szlovák Televízió adásainak, valamint archívumának karbantartási és javítási költségei is.

### Új kezdet 2004-ben
2004-ben teljesen megváltoztatták a műsorstruktúrát és a grafikákat. Elkezdődött az STV úgynevezett „új kezdete”. Előtérbe kerültek az amerikai filmek. A saját produkciók, sorozatok és filmek korlátozott mennyiségben jelentek meg. 2011. július 1-jén a szlovák televízió 3-as csatornája (Trojka-STV3)csaknem három év működés után megszűnt, azonban a földi digitális (DVB-T) sugárzásban a csatornát monoszkóppal és teletexttel 2011. július 15-ig sugározták.

### Összevonás
A televízió működése alatt több millió eurós tartozást halmozott fel. A tartozás enyhítésének érdekében (a magyar közmédia 2010-es átalakításához hasonlóan) 2011 januárjában összevonták a Szlovák Rádióval, így jött létre az Szlovák Rádió és Televízió (Rozhlas a televízia Slovenska, RTVS). Ez azonban nem hozta meg a kívánt adósságcsökkenést, ezért 2011 júliusában megszüntették a Szlovák Televízió 3-as (STV3 - Trojka) csatornáját. A szlovák közmédia működése nyereségessé kezdett válni. 2012. március 1-jén az RTVS új arculatot és logót kapott.

## Csatornái
A Szlovák Televízió először két csatornán sugárzott, ezek a Jednotka (Egyes) és a Dvojka (Kettes). Eredetileg 1993-ban, az önálló televízió megalakulásakor még STV1 és STV2 volt az elnevezésük. Ezt 2004-ben változtatták meg. 2008-ban a Szlovák Televízió elindította a 3. csatornáját, a Trojká-t (Hármas), az STV3-at, amely sportcsatorna. A csatornát – anyagi okokra hivatkozva – 2011. június 30-án megszüntették. A hivatalos kommunikáció szerint azonban csak szünetel és műsorát 2013-tól ismét sugározni fogják. Más profillal, de a hármas csatorna 2019. december 22-én indult újra. 

### Jednotka
A csatorna általános tematikájú. Közvetít sportot, hírműsor, szórakoztató és ismeretterjesztő műsorokat. A csatorna nézettsége lecsökkent, azonban az utóbbi időben az összevonásnak köszönhetően növekedni kezdett. Népszerű műsorai közé tartozik a Správy RTVS (RTVS Hírek), amely a televízió hírműsora. 2012-ig közvetítette az Eurovíziós Dalfesztivált is. A JOJ és a Markíza kereskedelmi csatornák mellett a harmadik legnézettebb szlovák csatorna, a legnézettebb a közszolgálatiak között.

### Dvojka
A második csatorna főleg a kisebbségekkel foglalkozik. Bemutat ismeretterjesztő műsorokat, valamint a hármas csatorna megszüntetése után ide került a sportközvetítések zöme. A szlovákiai magyarság körében kedveltek a Magyar magazin, a Terítéken és a Hírek c. magyar nyelvű műsorok. Az esti híradót jeltolmács segítségével közvetíti. Nézettségben kb. ötödik a szlovák tv-piacon.

### Trojka
A csatorna a 2008-as olimpiai játékok idején indult. Nézettségben nem remekelt, ezért is szűnt meg. 2011-ben költségtakarékossági okokból szüntették meg. Várhatóan 2013-tól újra működni fog. A csatorna egyetlen témája a sport volt, ezen kívül mást nem közvetített. A sportközvetítések jelentős része az STV2-re került.

## Fordítás
- Ez a szócikk részben vagy egészben  a   Slovenská televízia című szlovák Wikipédia-szócikk ezen változatának fordításán alapul.  Az eredeti cikk szerkesztőit annak laptörténete sorolja fel. Ez a jelzés csupán a megfogalmazás eredetét és a szerzői jogokat jelzi, nem szolgál a cikkben szereplő információk forrásmegjelöléseként.